# Соснора, Виктор Александрович
Ви́ктор Алекса́ндрович Сосно́ра (28 апреля 1936, Алупка — 13 июля 2019, Санкт-Петербург) — советский и российский поэт, прозаик и драматург.  Оригинальная и сложная поэтика текстов Сосноры наследует, в частности, романтизму и футуризму.
Вопрос о месте Сосноры в русской литературе сложен; как пишет Данила Давыдов, Соснора — безусловный современный классик, оказавший влияние на многих авторов, но это сочетается с «непрочитанностью и неотрефлектированностью» его наследия.

## Биография
Виктор Соснора родился 28 апреля 1936 года в семье гастролировавших в Крыму ленинградских цирковых артистов Александра Ивановича Сосноры (1908—1959) и Евы (Хавы) Вульфовны Горовацкой (1914—1990); его дед Вульф Горовацкий был раввином в Витебске. Родители развелись, когда он был ребёнком, и в дальнейшем он воспитывался отцом, жил во Львове. В Ленинград к матери вернулся после окончания школы.
Во время Великой Отечественной войны в 1941—1942 годах находился в Ленинграде, потом был вывезен «Дорогой жизни» из города, оказался в оккупации на Украине.

Он пережил в шестилетнем возрасте блокадную зиму Ленинграда 1941/42 года, он был вывезен из Ленинграда по Дороге жизни под пулемётным обстрелом с самолётов. Он очутился на Кубани и был со спасшей его бабкой захвачен немцами. В семилетнем возрасте он трижды побывал в гестапо, а затем жил в партизанском отряде, которым командовал его дядя. Этот отряд и его командир были расстреляны фашистами на глазах у мальчика. Он спасся только потому, что за четверть часа до расстрела сам был ранен в голову осколком мины. Он видел расстрел отряда сквозь застилавшую ему лицо кровь.

Спасшегося мальчика нашёл отец, ставший к тому времени командиром корпуса Войска Польского. Став «сыном полка», Виктор дошёл до Франкфурта-на-Одере. В интервью Соснора рассказывал, как в то время — в 8—9 лет — он научился метко стрелять и как был определён в снайперы.
Окончил среднюю школу № 14 во Львове. Вернувшись в Ленинград, учился на философском факультете ЛГУ им. А. А. Жданова, откуда ушёл за год до получения диплома. В 1955—1958 годах служил в армии в районе Новой Земли, там он участвовал в испытаниях, связанных с «атомными экспериментами», в ходе которых получил облучение. В 1958—1963 годах работал слесарем-электромонтажником на Невском машиностроительном заводе и заочно учился на филологическом факультете ЛГУ.
Первую книгу опубликовал в 1962 году («Январский ливень»). Одновременно с подцензурными публикациями в советских официальных издательствах, тексты Сосноры расходились в самиздате, публиковались они и в «тамиздате». Был единственным представителем «официальных шестидесятников» в Ленинграде и много ездил за границу. Читал лекции в Париже и США. Дружил с Лилей Брик, Николаем Асеевым. Его поддерживали Борис Слуцкий и Константин Симонов. В авторской редакции стихотворные книги Сосноры стали публиковаться с 1989 года.
На протяжении многих лет руководил в Ленинграде литературным объединением. Многие авторы начинали свой творческий путь в этом объединении — это Мария Каменкович, Константин Крикунов, Сергей Спирихин, Александр Ильянен, Евгений Антипов, Дмитрий Чернышев, политик Сергей Миронов. Читал курсы лекций в Новом Парижском университете (Венсен), преподавал во Вроцлаве.
Жил в Санкт-Петербурге. Член Союза писателей Санкт-Петербурга.
В последние годы по состоянию здоровья почти не участвовал в литературных мероприятиях.
В 2011 году режиссёр Владимир Непевный создал документальный фильм «Виктор Соснора. Пришелец», показанный на телеканале «Культура».
Виктор Соснора скончался 13 июля 2019 года в возрасте 83 лет в Санкт-Петербурге. Ученик поэта, литератор и религиозный деятель Вадим Лурье сообщил на своей страничке в Фейсбуке:
Вчера во второй половине дня стало резко ухудшаться состояние (и без того неважное всю последнюю неделю), его перевезли в Мариинскую больницу, сделали операцию по удалению желчного пузыря, но утром Виктор Соснора умер.
По воле поэта мероприятия, на которых могли бы звучать прощальные речи, не проводились. 18 июля прошла заупокойная месса в Храме святого Станислава. 21 августа, на 40-й день, по воле Виктора Сосноры его прах был развеян над Ладожским озером вблизи Орехового острова.

### Семья

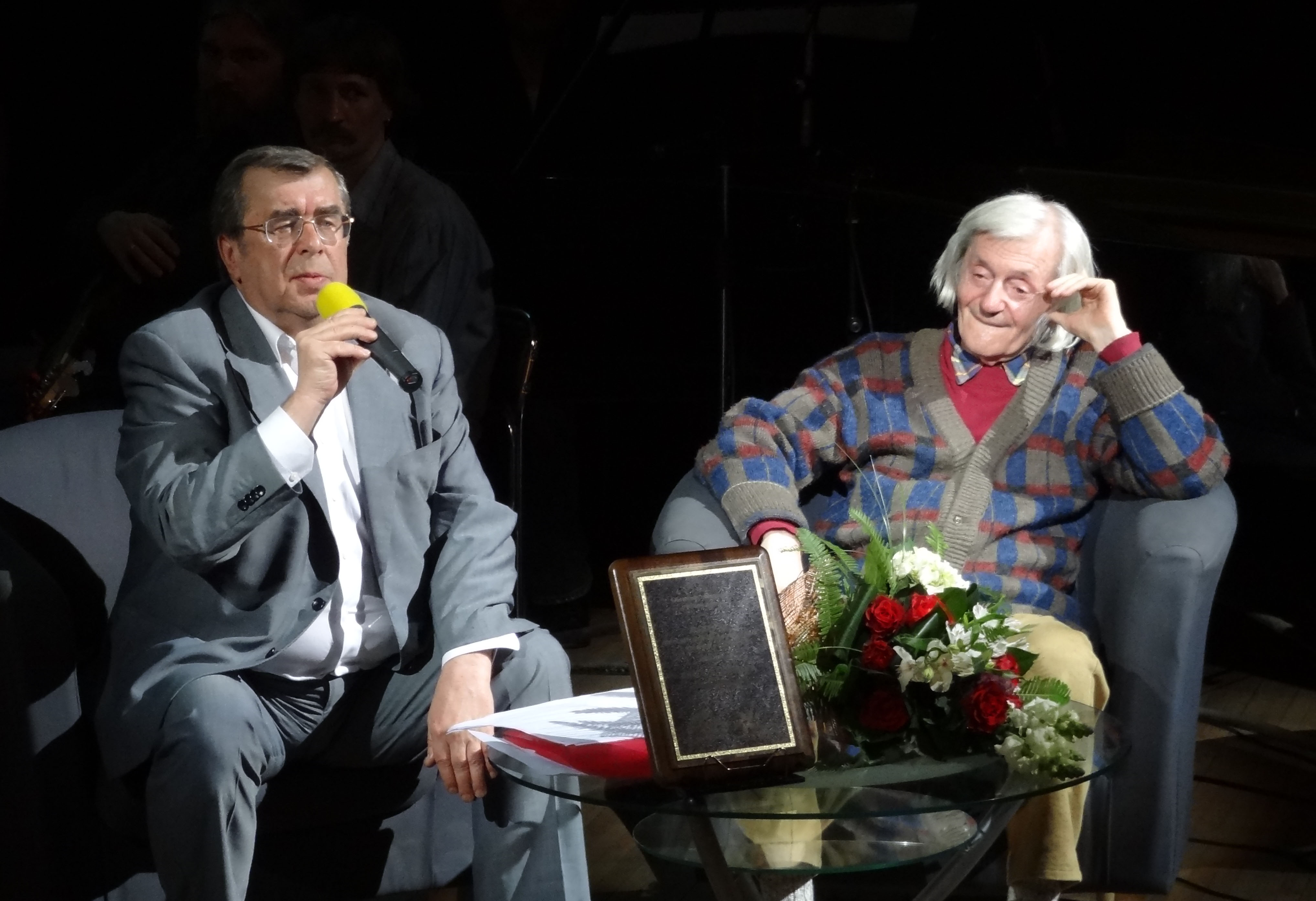
С. И. Чупринин и лауреат премии В. А. Соснора на торжественной церемонии вручения российской национальной премии «Поэт»

- Первая жена — Марина Яковлевна Вельдина (1938—1979).
- Вторая жена — Нина Евгеньевна Алексеева (1954—2009).

## Творчество
В 1958 году было опубликовано первое стихотворение Сосноры, а в 1962 году вышел сборник стихов «Январский ливень» с предисловием Н. Асеева (ему Соснора посвятил свой следующий сборник «Триптих», 1965).

Соснору как поэта не сразу прочувствуешь, — как всякого поэта, не имеющего привычного стандарта поэтичности. Но зато, услышав те интонации, которые он находит для своих строк, заинтересуешься непохожестью их на ранее читанное и слышанное.
— Николай Асеев
На «Невском заводе» Соснора знакомится с девушкой Мариной, ставшей одним из прообразов цикла «Песни Бояна». В это время в его творчестве появляются прославившие его старорусские, полуязыческие, остросоциальные мотивы, которые найдут место в сборнике «Всадники». Самые известные произведения этого сборника: «Слово о полку Игореве», «Песни Бояна», (оканчивающиеся казнью легендарного поэта-сказителя Бояна за его «задиристые песни») «Калики», «Рогнеда», «Сказание о граде Китеже», «За Изюмским бугром» и пр. Эти творения Сосноры жёстки, насмешливы (вплоть до глумления) и полны литературных провокаций, что даёт некоторым критикам право причислять их к постмодернизму. Например, Владимир Красное Солнышко представляется в них одолеваемым похотью, насильником женщин, каким его и знает большая часть историков. Изъяны того времени обнаруживаются автором и в современности:
Слышишь: свист от подземных искр

И до заоблачных верхов…

Как бы ни было тошно, а свист

Над Россией — испокон веков!
Текст «Слова о полку Игореве» ошибочно считать переложением древнего сочинения: в данном случае это отдельное произведение отдельного автора, созданное лишь по мотивам тех событий. Д. С. Лихачёв считал, что «Соснора поэтически домысливает летописные сказания».
Позже Соснора отходит от темы «Древней Руси», пытаясь сознательно продолжать футуризм и авангардизм в литературе. Его настроения трагичны и антиутопичны.
В позднейшем творчестве Соснора обращается к белому стиху и верлибру, стихи становятся менее ироничными и едкими, более чувственными и трагичными.
Ветрен я. Наивных я оператор со свистулькой пафоса — Идиот,

в жизни ж я застрелил не многих, да и тех от скук,

говорят, что сейчас 6000000000 граждан-стран,

вычёркиваем из пулемёта нули и оставляю 6.

Время — всего лишь тиктаканье, так на так,

и ничего у этого «время» нет, кроме вымысла — вымя слов.— «Двери закрываются», 2001
Сосноре принадлежат вольные переложения стихотворений Катулла, Оскара Уайльда, Эдгара По, Арагона, Аллена Гинзберга.
Книги стихов и прозы переведены в США, Германии, Чехии, Словакии, Болгарии, Венгрии, Италии, Франции и др. График и оформитель своих книг.

### Стихи
- Январский ливень: Стихи. — Предисл. Н. Асеев — Л.: Советский писатель, 1962. — 100 с. — 10 000 экз.
- Триптих. — Худож. М. А. Кулаков. — Л.: Лениздат, 1965. — 156 с. — 10 000 экз. [Книга посвящена памяти Н. Н. Асеева]
- Всадники. — Л.: Лениздат, 1969. — Предисловие Д. С. Лихачева. — 112 с. — 25 000 экз.; 
  - Всадники. — СПб.: Пушкинский фонд, 2003. — Предисловие Д. С. Лихачева. — 112 с. — 1000 экз.
- Аист: Стихи. — Л.: Советский писатель, 1972. — 80 с., портр. — 10 000 экз.
- Кристалл: Стихи. — Л.: Советский писатель, 1977. — 96 с. — 10 000 экз.
- Стихотворения. — Л.: Лениздат, 1977. — 176 с., портр. — 25 000 экз.
- Песнь лунная. — Л.: Советский писатель, 1982. — 176 с. — 25 000 экз.
- Избранное. — Ардис, 1987.
- Возвращение к морю. — Л.: Советский писатель, 1989. — 304 с., 41 000 экз. Предисл. Я. Гордина.
- 37. — СПб., 1993. — 48 с.; 1000 экз.
- Ремонт моря: Сцены. — СПб.: Библиотека альманаха «Петрополь» при участии Фонда русской поэзии, 1996. — 88 с. ISBN 5-89108-007-9
- Верховный час. — СПб.: Петербургский писатель, 1998. — 208 с.— 2000 экз.
- Куда пошёл? и где окно? — СПб.: Пушкинский фонд, 1999; 2006.
- Флейта и прозаизмы: Книга стихотворений. — СПб.: Пушкинский фонд, 2000. — 56 с.; 750 экз. — ISBN 5-89803-061-1
- Девять книг. — М.: НЛО, 2001. — 432 с.
- Двери закрываются: Книга стихотворений. — СПб.: Пушкинский фонд, 2001. — 48 с.
- 15. — СПб.: Пушкинский фонд, 2004. — 80 с.; 500 экз. — ISBN 5-89803-123-5
- Поэмы и ритмические рассказы. — М.: Библиотека журнала «Футурум АРТ» [Издатель — Евгений Степанов], 2005. — 115 с. — 250 экз. — ISBN 5-239-01107-7
- Стихотворения. — СПб.: Амфора, 2006. — 870 с. Сост. С. Степанов.
- Больше стихов не будет. — М.: АРГО-РИСК; Книжное обозрение, 2007. — 72 с. — 300 экз.
- Последняя пуля. — СПб.: Азбука—классика, 2010. — 224 с. — 5000 экз.
- Стихотворения. — СПб.: Амфора. ТИД Амфора, 2011. — 864 с. — 2000 экз. ISBN 978-5-367-02009-0
- Жизнь моя: Избранные стихотворения. — СПб.: Издательская группа «Лениздат», «Команда А», 2013. — 176 с. — 1500 экз.
- Книжка для мышек и для детишек любого возраста: Стихи / Илл. Д. В. Баснера. — СПб.: Детгиз, 2014. — 56 с., ил. — 5000 экз.
- Флейта и прозаизмы: Стихи / Илл. А. Бодрова. — СПб.: ЛИМБУС ПРЕСС, 2016. — 96 с., ил. — 500 экз. ISBN 978-5-8370-0724-8
- Стихотворения. — [Составление С. А. Степанов; предисл. А. Арьев] — СПб.: Союз писателей Санкт-Петербурга; М.: РИПОЛ классик, Издательство «Пальмира», 2018. — 910 с. ISBN 978-5-386-12177-8
- Ладога. СПб.: «Т8 Издательские технологии»; «Пальмира», 2022 (Сер. «Часть речи»). – 414 с. – ISBN 978-5-517-07358-7

### Проза
- Летучий голландец / Худож. И. Захаров-Росс // Frankfurt/Main Printed in Germsny: Посев, 1979. — 248 с.
- «Спасительница отечества» (написано в 1968) // Нева. — 1984. — № 12.
- Властители и судьбы. — Л., Советский писатель, 1986.
- Апология самоубийства. Конспект книги // Человек. — 1992. — № 6
- Николай: повесть. — СПб., 1992. — 44 с. — (Серия «Петербургское соло», прилож. к альм. «Петрополь»).
- Башня. — СПб., Сов. писатель, 1993.
- День зверя. — Львов: Галицькі контракти, 1996. — 232 с.
- Дом дней. — СПб.: Пушкинский фонд, 1997. — 180 с., 1 000 экз.
- Книга пустот. — СПб.: Пушкинский фонд, 1998. — 144 с., 1 000 экз. («Звезда», № 4, 1992).
- Камни NEGEREP. — СПб.: Пушкинский фонд, 1999. — 144 с.
- Проза. — СПб.: Амфора, 2001. — 767 с.
- 15. — СПб.: Пушкинский фонд, 2004. — 80 с. — 500 экз. ISBN 5-89803-123-5
- Дом дней. — СПб.: Юолукка, 2014. — 266 с.
- Башня. — СПб.: Юолукка, 2015. — 356 с.
- Проза. — М.; СПб.: РИПОЛ классик, Издательство «Пальмира», 2018. — 887 с. ISBN 978-5-386-12179-2
- Вторая проза. — М.; СПб.: РИПОЛ классик, Издательство «Пальмира», 2018. — 711 с. ISBN 978-5-386-12180-8
- Летучий Голландец. — М.; СПб.: «Т8 Издательские Технологии», «Пальмира», 2020. — 239 с. — (Серия «Пальмира — проза»). ISBN 978-5-517-02181-6
- Ретро-реализм. Мои друзья. — М.; СПб.: «RUGRAM_Пальмира», 2021. — 165 с. — (Серия «Пальмира — классика»). ISBN 978-5-517-03535-6
- Дом дней. — М.; СПб.: «Т8 Издательские Технологии» / «Пальмира», 2023. — 219 с. — (Серия «Пальмира — классика»). ISBN 978-5-517-09612-8

### Литературные премии
- Лауреат премии «Северная Пальмира» (2002).
- Лауреат премии Андрея Белого в номинации За особые заслуги перед русской литературой (2004).
- Лауреат премии журнала «Зинзивер» в категории «поэзия» (2010).
- Лауреат премии им. Аполлона Григорьева за книгу стихотворений «Куда пошёл? и где окно?».
- Лауреат российской национальной премии «Поэт» (2011)[13].
- Международная отметина имени отца русского футуризма Давида Бурлюка[14].

### Награды
- Почётный знак «За заслуги перед Санкт-Петербургом» (2011)[15].